# Dolichopus lonchophorus
Dolichopus lonchophorus är en tvåvingeart som beskrevs av Friedrich Hermann Loew 1873. Dolichopus lonchophorus ingår i släktet Dolichopus och familjen styltflugor. Inga underarter finns listade i Catalogue of Life.